# Ягнятинське поселення
Ягня́тинське посе́лення — археологічна пам'ятка древнього поселення. Відкрите 1927 року близько села Ягнятина (Ружинський район, Житомирської області), належить до черняхівської культури II-VI ст.
У 1946–1947 роках було розкопано залишки 10 наземних жител, господарські споруди, великі печі. Вдалося встановити плани двох великих споруд, що були гончарними двокамерними майстернями з одноярусними великими печами в одній з камер. Знайдено гончарний посуд, залізні й інші вироби: ніж, меч, фібули, гребінці, римські монети з II ст.